# Unixenus mjoebergi
Unixenus mjoebergi är en mångfotingart som först beskrevs av Karl Wilhelm Verhoeff 1924.  Unixenus mjoebergi ingår i släktet Unixenus och familjen penseldubbelfotingar. Inga underarter finns listade i Catalogue of Life.